# Marcel Van der Slagmolen
Marcel Van der Slagmolen (Ninove, 18 december 1952) is een Belgisch voormalig professioneel wielrenner. Hij won de Ronde van Vlaanderen voor beloften. Bij de profs won hij enkel de Schaal Sels, in 1976.
De broer van Marcel, Herman Van der Slagmolen, was ook professioneel wielrenner. Zijn zoon, Kevin Van der Slagmolen, reed in het begin van 21e eeuw bij de voorlopers van Topsport Vlaanderen en Jong Vlaanderen.

## Belangrijkste overwinningen
1974
- Ronde van Vlaanderen U23

1976
- Schaal Sels

Knokke Heist       Beringen.  

Boom

## Grote rondes
Geen